# Liste der Kreisstraßen im Märkischen Kreis
Die Liste der Kreisstraßen im Märkischen Kreis ist eine Auflistung der Kreisstraßen im Märkischen Kreis, Nordrhein-Westfalen.

## Abkürzungen
- K: Kreisstraße
- L: Landesstraße

## Liste
Die Kreisstraßen behalten die ihnen zugewiesene Nummer innerhalb von Nordrhein-Westfalen auch bei einem Wechsel in einen anderen Kreis oder in eine kreisfreie Stadt. Nicht vorhandene bzw. nicht nachgewiesene Kreisstraßen werden in Kursivdruck gekennzeichnet, ebenso Straßen und Straßenabschnitte, die unabhängig vom Grund (Herabstufung zu einer Gemeindestraße oder Höherstufung) keine Kreisstraßen mehr sind.
Der Straßenverlauf wird in der Regel von Nord nach Süd und von West nach Ost angegeben.
| Nr.  | Verlauf |
| ---- | --- |
| K 2  | in Rönsahl – Glietenberg – K 3 – L 528 in Kierspe |
| K 3  | in Walde – Hohenplanken – K 13 – Birkenbaum – Anschlag – K 37 – L 284 – Kückelhausen – Hinterhedfeld – Mühlen-Schmidthausen – K 2 – Padberg – in Kierspe |
| K 4  | L 694 – L 539 – Hardenberg – in Meinerzhagen |
| K 5  | L 697 in Plettenberg – Landemert – Kreisgrenze – (K 5 im Kreis Olpe)                                                                                     |
| K 6  | Rärin – Herscheid – Stottmert – L 694 |
| K 7  | L 539 in Valbert – Echternhagen – L 539 in Mühlhofe |
| K 8  | in Kleinhammer – Selscheid – K 9 – Papenkuhle – Böddinghausen – L 697                                                                                    |
| K 9  | in Ohle – K 8 in Papenkuhle |
| K 10 | (K 10 im Ennepe-Ruhr-Kreis) – Kreisgrenze – in Dahlerbrück                                                                                               |
| K 11 | L 683 – K 32 – Leveringhausen – Garbeck – K 12 – in Langenholthausen                                                                                     |
| K 12 | in Küntrop – K 14 – Garbeck – K 11 – Balve – Mellen – K 34 – L 686 in Dickenbruch                                                                        |
| K 13 | K 3 in Hohenplanken – Kreisgrenze – (K 13 im Oberbergischen Kreis)                                                                                       |
| K 14 | in Neuenrade – K 12 |
| K 16 | – Sümmern – L 680 – L 682 – Landhausen – Stübecken – in Niederhemer                                                                                      |
| K 17 | L 680 in Iserlohn – L 648 – L 743 in Dröschede |
| K 18 | L 648 in Iserlohn – L 680 in Iserlohn |
| K 19 | in Kalthof – Leckingsen – L 648 – Grürmannsheide – K 22 –                                                                                                |
| K 21 | (K 21 im Kreis Soest) – Niederoesbern – Oberoesbern – K 23 – in Menden (Sauerland)                                                                       |
| K 22 | (K 22 im Kreis Unna) – Kreisgrenze – K 19 |
| K 23 | K 21 in Oberoesbern – Lürbke |
| K 24 | (in Hagen nicht klassifiziert –) Kreisgrenze – Veserde – L 692 in Wiblingwerde                                                                           |
| K 25 | – Berken – L 528 |
| K 26 | (K 26 im Hochsauerlandkreis) – Kreisgrenze – Grübeck – K 39 –                                                                                            |
| K 27 | (K 27 im Hochsauerlandkreis) – Kreisgrenze – K 28 – Altenaffeln – L 842 – L 697                                                                          |
| K 28 | L 842 in Affeln – Linschede – Kreisgrenze – (K 28 im Hochsauerlandkreis)                                                                                 |
| K 29 | – Eisborn – K 39 – Kreisgrenze – (K 29 im Hochsauerlandkreis)                                                                                            |
| K 30 | (K 30 im Oberbergischen Kreis) – Kreisgrenze – Abschnitt ohne eine Straßenverbindung – Kreisgrenze – (K 30 im Oberbergischen Kreis)                      |
| K 31 | in Benkamp – Blintrop – L 697 – L 842 |
| K 32 | L 682 in Wenhagen – Grüntal – Sundwigerbach – Winterhof – Stephanopel – Ispei – Heppingsen – Hüingsen – K 11                                             |
| K 33 | L 284 – Engstfeld – Auf dem Heede – Voswinkel – Kreisgrenze – (K 33 im Oberbergischen Kreis) – Kreisgrenze – in Rönsahl                                  |
| K 34 | K 12 in Mellen – Kreisgrenze – (K 34 im Hochsauerlandkreis)                                                                                              |
| K 35 | Ebberg – Kreisgrenze – (Kreis Olpe) – Kreisgrenze – Kreisgrenze – (K 35 im Kreis Olpe)                                                                   |
| K 36 | L 561 in Hülscheid – in Schalksmühle |
| K 37 | in Eichholz – Halver – Niederbolsenbach – K 3 in Anschlag                                                                                                |
| K 39 | L 682 in Asbeck – Eisborn – K 29 – K 26 in Grübeck |
| K 44 | in Kierspe – Höhlen – Kreisgrenze – (K 44 im Oberbergischen Kreis)                                                                                       |

## Quelle
- Landesvermessungsamt Nordrhein-Westfalen, Kreiskarte Nr. 13: Märkischer Kreis